# Alopecosa albovittata
Alopecosa albovittata är en spindelart som först beskrevs av Schmidt 1895.  Alopecosa albovittata ingår i släktet Alopecosa och familjen vargspindlar. Inga underarter finns listade i Catalogue of Life.